# Ernestina (Rio Grande do Sul)
Ernestina é um município brasileiro do estado do Rio Grande do Sul, conhecido pela sua comunidade acolhedora e atrações turísticas, principalmente as águas da Barragem de Ernestina, que atraem milhares de turistas em períodos de veraneio.

## Geografia
Localiza-se a uma latitude 28º29'56" sul e a uma longitude 52º34'24" oeste, estando a uma altitude de 493 metros. Sua população estimada em 2010 era de 3.088 habitantes.